# Melanagromyza limariensis
Melanagromyza limariensis är en tvåvingeart som beskrevs av Spencer 1982. Melanagromyza limariensis ingår i släktet Melanagromyza och familjen minerarflugor. Inga underarter finns listade i Catalogue of Life.